# Niklas Krause
Niklas Krause (* 6. September 2002) ist ein deutscher Basketballspieler.

## Werdegang
Krause spielte als Jugendlicher für die TG Hochheim, anschließend für den ASC Theresianum Mainz, ehe er während des Spieljahres 2018/19 im US-Bundesstaat Montana an der Billings Central Catholic High School weilte. Danach spielte er wieder in Mainz sowie 2020/21 ebenfalls für das Team Südhessen in der Nachwuchs-Basketball-Bundesliga.
Im Erwachsenenbereich war Krause im Spieljahr 2021/22 Leistungsträger des Drittligisten White Wings Hanau, ging dann erneut in die Vereinigten Staaten, studierte an der in der texanischen Stadt San Antonio gelegenen University of the Incarnate Word Betriebswirtschaftslehre und bestritt für die Hochschulmannschaft 25 Spiele (6,5 Punkte je Begegnung). Im Sommer 2023 wurde Krause vom Bundesligisten Hamburg Towers unter Vertrag genommen und erhielt ein Zweitspielrecht für den Drittligisten SC Rist Wedel. Ende September 2023 wurde er erstmals in einem Spiel der Basketball-Bundesliga eingesetzt und bestritt in der Saison 2023/24 insgesamt 15 Bundesliga-Spiele für Hamburg.
2024 schied Krause aus dem Hamburger Bundesliga-Aufgebot aus, um ein Medizinstudium zu beginnen und weiterhin bei Rist Wedel zu spielen.

### Nationalmannschaft
Krause bestritt 2022 Länderspiele für die deutsche U20-Nationalmannschaft.